# La Ronde-Haye
La Ronde-Haye är en kommun i departementet Manche i regionen Normandie i norra Frankrike. Kommunen ligger i kantonen Saint-Sauveur-Lendelin som tillhör arrondissementet Coutances. År 2018 hade La Ronde-Haye 346 invånare.

## Befolkningsutveckling
Antalet invånare i kommunen La Ronde-Haye
| Referens: INSEE |